# 新城A區至澳門半島第二連接橋
新城A區至澳門半島第二連接橋（葡萄牙語：Via de Acesso (A2) entre a Zona «A» dos Novos Aterros Urbanos e Península de Macau），簡稱A2橋，為雙向單線行車的高架道路，同時設有行人通道方便行人往返黑沙環及新城A區，項目於2021年完成規劃，2022年進行公開招標及開標，並於同年12月底動工，於2024年10月30日竣工，同年11月9日開通新城A區往澳門半島方向行車道。

## 歷史
2022年6月16日，公共建設局就新城填海A區與澳門半島連接橋(A2)建造工程進行公開開標，共收到15份標書。經開標程序後，所有標書被接納。工程造價介乎澳門幣1億8千6百萬至澳門幣2億3千3百多萬，工期由567工作天至570工作天。當時計劃在2022年第四季動工興建。
2022年10月7日，政府跨部門委員會昨向城市規劃委員會介紹「東區-2」詳細規劃草案，公共建設局副局長馬文俊簡介該區發展現況。該區與澳門半島四個連接通道中，A2橋已判給很快就會動工。
2022年12月，A2橋建造工程展開，為配合相關工程，位於新口岸水塘鄰近漁翁街的一個大型遛狗區於同年12月16日起關閉。
2023年2月中下旬，建造工程有序開展，現場海面已見豎起多條樁柱。友誼橋大馬路近海邊一段作爲工地亦圍起圍板，近水塘一邊工地有工程機械，並在友誼橋大馬路設有工地出入口。
2023年2月23日，在「東區2」建設規劃介紹會上，運輸工務司司長羅立文表示，連接馬揸度博士大馬路（白雲花園）至新城A區的「A2橋」將按計劃在2024年下半年完工。
2023年4月8日，公共建設局表示A2橋正進行樁基礎施工。
2023年4月28日，為配合公共建設局行車天橋建造工程，市政署臨時封閉來往水塘公園至友誼橋大馬路的行人天橋。經由黑沙環海濱公園前往水塘公園的市民，則須改用其他過路設施。公共建設局表示，由當天至2024年7月期間將停用來往水塘公園至友誼橋大馬路的行人天橋，並需臨時拆除位於友誼橋大馬路一側的行人天橋上落通道以配合行車天橋建造，及進行行人天橋的優化工作，包括接駁行人天橋以連通至新城填海A區西側位置。
2023年6月22日，為配合工程準備，位於馬揸度博士大馬路近白雲花園往勞動節大馬路(即友誼圓形地方向)的路口由當天10:00起永久封閉，往友誼圓形地及關閘的車輛，需沿馬揸度博士大馬路駛往黑沙環新街，再經東北大馬路或馬場東大馬路前往。有關消息引起社會關注，不少居民反對措施認為會造成鄰近路段交通擠塞問題嚴重，有交通咨詢委員會委員指若分流效果不理想，或可以改用臨時措施，例如是分時段封路，讓駕駛者更容易接受。在封路措施正式實施首日，造成的交通擠塞問題相對嚴重，多個路段出現長長車龍，塞車情況持續至深夜前；經運輸工務司範疇一眾官員瞭解後，決定由23日午夜起緊急重開相關路口。
2023年12月，公共建設局表示A2橋工程進度完成近一半，下一階段將進行橋面結構的施工，需要搭建一個橫跨友誼橋大馬路的臨時鋼平台，故屆時友誼橋大馬路需實施有限度通車。為減少搭建鋼平台期間對交通的影響，有關工作將安排於夜間進行，日間可恢復原來的雙向四線行車。
2023年12月27日至2024年1月23日，配合A2橋鋼平台臨時搭建工程，以及馬揸度博士大馬路內路進行重整工程，期間往返東方明珠至友誼大橋的一段友誼橋大馬路實施夜間有限度通車；而馬揸度博士大馬路往友誼大馬路方向之內路將實施封閉交通，車輛需要繞經勞動節大馬路行車天橋駛往友誼大馬路，部分巴士路線需改道行駛。
2024年8月4日至25日，配合A2橋澳門端落腳點的道路重整及管線工程提前動工，馬揸度博士大馬路近白雲花園右轉駛往友誼圓形地的路口實施臨時封閉，往關閘方向之車輛，可取道漁翁街或黑沙環新街，再經由東北大馬路或馬場東大馬路前往。
2024年10月30日，工程如期竣工亦被公共建設局臨時接收。
2024年11月9日，A2連接橋開通由A區往澳門半島方向的車行道，屆時，車輛（僅限車長不超過12米車輛）可由濠江大馬路近泰安大馬路的入口進入A2橋，經設於馬揸度博士大馬路（介乎澳門污水處理廠和白雲花園）的出口往澳門半島其他區域。至於澳門半島往新城A區行車道及行人道尚未開放。

## 結構組成
新城填海A區與澳門半島連接橋（A2橋）由行車天橋及行人天橋組成。全長約500米，雙向單線行車，連接勞動節大馬路近污水處理廠至新城填海區 A區西側；行人天橋全長約300米，寛約5米，由近友誼橋大馬路連接至新城A區西側，並與現時通往水塘的行人天橋連接。此外，工程亦會藉此重整周邊路網及行車方向等。

## 外部連結
- 公共建設局-新城填海A區與澳門半島連接橋(A2)建造工程 （页面存档备份，存于）